# New Politics
New Politics é uma banda de rock dinamarquesa de Copenhague, formada em 2009 por David Boyd, Søren Hansen, e Louis Vecchio. O som da banda foi descrito como uma mistura de "punk, pop e dance rock eletronicamente induzido". Eles lançaram três álbuns: New Politics em 2010, A Bad Girl in Harlem em 2013 e Vikings em 2015 e são mais conhecidos por seus singles "Yeah Yeah Yeah", "Harlem" e "One Of Us.".

## Integrantes

### Atuais
- David Boyd – vocal, guitarra, teclado, programação (2009–presente)
- Søren Hansen – baixo, guitarra, vocal, teclado, programação (2009–presente)
- Louis Vecchio – bateria, percussão, programação, vocal de apoio (2010–presente)

### Ex-integrantes
- Poul Amaliel – bateria, percussão, baixo, vocal de apoio (2009–2010)

## Discografia

### Álbuns de estúdio
- 2010 : New Politics
- 2013 : A Bad Girl in Harlem
- 2015 : Vikings